# فرد جي. بولارد
فرد جي. بولارد (بالإنجليزية: Fred G. Pollard) هو محامي وسياسي أمريكي، ولد في 7 مايو 1918 في الولايات المتحدة، وتوفي في 7 يوليو 2003 في نفس البلد. حزبياً، نشط في الحزب الديمقراطي.